# Lijst van Masters of Formula 3-coureurs
De volgende coureurs hebben ten minste één keer deelgenomen aan de Masters of Formula 3 op het Circuit Park Zandvoort of het Circuit Zolder tussen 1991 en 2016.

## A
- Simon Abadie
- Átila Abreu
- Christian Abt
- Daniel Abt
- Philippe Adams
- Sergey Afanasyev
- Christijan Albers
- Marcel Albers
- Alexander Albon
- Jaime Alguersuari
- James Andanson
- Massimiliano Angelelli
- Richard Antinucci
- Hannes van Asseldonk
- Steven Arnold
- Henry Arundel
- Billy Asaro
- Peter Aslund
- Marko Asmer
- Lucas Auer
- Bernhard Auinger
- Rob Austin
- Rodolfo Ávila
- Soheil Ayari

## B
- Luca Badoer
- Christian Bakkerud
- Javier Balzano
- Álvaro Barba
- Philipp Baron
- Rubens Barrichello
- Zsolt Baumgartner
- Tom van Bavel
- Michael Becker
- Michael Becker
- David Beckmann
- Doug Bell
- Anthony Beltoise
- Julien Beltoise
- Michael Bentwood
- Marc Benz
- Tim Bergmeister
- Enrique Bernoldi
- Emil Bernstorff
- Sascha Bert
- Bruno Besson
- Thomas Biagi
- Jules Bianchi - Winnaar 2008
- Sam Bird
- Jeroen Bleekemolen
- Tom Blomqvist
- Andrea Boldrini
- Marco Bonanomi
- Valtteri Bottas - Winnaar 2009, 2010
- Christophe Bouchut
- Jean-Christophe Boullion
- Sébastien Bourdais
- Wayne Boyd
- Niall Breen
- Ronnie Bremer
- Ryan Briscoe
- Récardo Bruins Choi
- Gianmaria Bruni
- Sébastien Buemi
- William Buller
- Kelvin Burt
- Luciano Burti
- Samuele Buttarelli
- Jenson Button
- Yelmer Buurman

## C
- Niki Cadei
- Andrea Caldarelli
- Tatiana Calderón
- Gianluca Calcagni
- Sergio Sette Câmara
- Davide Campana
- César Campaniço
- Daniel Campos-Hull
- Martin Cao
- Ricky Capo
- Fábio Carbone - Winnaar 2002
- Adam Carroll
- Roberto Carta
- Warren Carway
- Francesco Castellacci
- Hélio Castroneves
- Fulvio Cavicchi
- Andy Chang
- Eddie Cheever III
- Congfu Cheng
- Max Chilton
- Matteo Chinosi
- Riki Christodoulou
- Cristiano Citron
- Yann Clairay
- Dan Clarke
- Emmanuel Clérico
- Philip Cloostermans
- Dani Clos
- Jonathan Cochet - Winnaar 2000
- Aluizio Coelho
- Roberto Colciago
- Stefano Coletti
- Ben Collins
- Paolo Coloni
- Mike Conway
- Paula Cook
- Tim Coronel
- Tom Coronel - Winnaar 1997
- David Coulthard - Winnaar 1991
- James Courtney
- André Couto
- Matteo Cressoni
- Donny Crevels
- Brian Cunningham

## D
- Robert Dahlgren
- Conor Daly
- Ryan Dalziel
- Anthony Davidson
- Jamie Davies
- Matthew Davies
- Will Davison
- Luís Felipe Derani
- Boris Derichebourg
- Renaud Derlot
- Michael Devaney
- Dimitris Deverikos
- Gabriel Dias
- Frank Diefenbacher
- Tom Dillmann
- Pedro Diniz
- Danilo Dirani
- Indy Dontje
- Robert Doornbos
- Jérémie Dufour
- Romain Dumas
- Peter Dumbreck
- Sébastien Dumez
- Salvador Durán
- Stef Dusseldorp
- Loïc Duval

## E
- Wouter van Eeuwijk
- Peter Elkmann
- Maro Engel
- Pedro Enrique
- Jimmy Eriksson
- Joel Eriksson - Winnaar 2016

## F
- Stefano Fabi
- Marcel Fässler
- Ludovic Faure
- Fairuz Fauzy
- António Félix da Costa
- Gil de Ferran
- Flavio Figueiredo
- Ralph Firman
- Giancarlo Fisichella
- Pietro Fittipaldi
- Adderly Fong
- Norberto Fontana - Winnaar 1995
- Lucas Foresti
- Gregory Franchi
- Dario Franchitti
- Ryo Fukuda

## G
- Omar Galeffi
- Grégroire de Galzain
- Luiz Garcia jr.
- Víctor García
- Giedo van der Garde
- Gabriele Gardel
- Michele Gasparini
- Stefano Gattuso
- Oliver Gavin
- Patrice Gay
- Sean Gelael
- Jordi Gené
- Tiago Geronimi
- Raffaele Giammaria
- Manuel Gião
- Matthew Gilmore
- Antonio Giovinazzi - Winnaar 2015
- Timo Glock
- Richard Goddard
- Tristan Gommendy
- Rodolfo González
- Marc Goossens
- Maximilian Götz
- Hans de Graaff
- Klaus Graf
- Michael Graf
- Lucas di Grassi
- Matteo Grassotto
- Alexander Grau
- Tor Graves
- Jamie Green
- Giancarlo Grieco
- Stefan de Groot
- Romain Grosjean
- Walter Grubmüller
- Marcos Gueiros
- Esteban Guerrieri
- Alex Gurney
- Mikael Gustavsson
- Esteban Gutiérrez

## H
- Mario Haberfeld
- Lewis Hamilton - Winnaar 2005
- Brendon Hartley
- Rio Haryanto
- Derek Hayes
- Nick Heidfeld
- Sven Heidfeld
- Wolf Henzler
- Michael Herck
- Colton Herta
- Jan Heylen
- Josh Hill
- Val Hillebrand
- Katsuyuki Hiranaka
- Kohei Hirate
- Thomas Holzer
- Jeffrey van Hooydonk
- Shinya Hosokawa
- Anthoine Hubert
- Carlos Huertas
- Warren Hughes
- Nico Hülkenberg - Winnaar 2007
- Claudia Hürtgen
- Raoul Hyman
- Marc Hynes - Winnaar 1999

## I
- Luca Iannaccone
- Yuji Ide
- Yudai Igarashi
- Keiko Ihara
- Callum Ilott
- Fausto Ippoliti

## J
- Jazeman Jaafar
- Ali Jackson
- Thomas Jäger
- James Jakes
- Erik Janis
- Oliver Jarvis
- Nabil Jeffri
- Stephen Jelley
- Thomas Johansson
- Adam Jones
- Jeffrey Jones
- Niclas Jönsson
- Bruce Jouanny
- Elton Julian
- Daniel Juncadella - Winnaar 2012

## K
- Pierre Kaffer
- Ralf Kalaschek
- Allard Kalff
- Camren Kaminsky
- Jonny Kane
- Steven Kane
- Toshihiro Kaneishi
- Niko Kari
- Narain Karthikeyan
- Tatsuya Kataoka
- Atsushi Katsumata
- Jonathan Kennard
- Robbie Kerr
- Alexander Khateeb
- Nicolas Kiesa
- Charlie Kimball
- Tom Kimber-Smith
- Jordan King
- Andrew Kirkaldy
- Christian Klien - Winnaar 2003
- Kamui Kobayashi
- Martijn Koene
- Kristian Kolby
- Ferdinand Kool
- Heikki Kovalainen
- Peter Kox
- Michael Krumm
- Robert Kubica
- Haruki Kurosawa

## L
- Dennis van de Laar
- Hannes Lachinger
- Jaap van Lagen
- Matias Laine
- Dino Lamby
- Pedro Lamy - Winnaar 1992
- Jon Lancaster
- Nicolas Lapierre
- Marcel Lasée
- Nicholas Latifi
- Nicolas Leboissetier
- Robert Lechner
- Marchy Lee
- Bas Leinders
- Walter van Lent
- Michael Lewis
- Ryan Lewis
- Zhi Cong Li
- Markus Liesner
- Etienne van der Linde
- Vitantonio Liuzzi
- Hywel Lloyd
- Juan Manuel López
- Alessio Lorandi
- Gianluca de Lorenzi
- André Lotterer
- Lucas Luhr
- Linus Lundberg
- Alex Lynn

## M
- Sascha Maassen
- Sam MacLeod
- Kari Mäenpää
- Jan Magnussen
- Kevin Magnussen
- Franck Mailleux
- Arjun Maini
- Mika Mäki
- Raffaele Marciello
- Jann Mardenborough
- Alexandros Margaritis
- Nicolas Marroc
- Marcus Marshall
- Alexandre Marsoin
- John Martin
- Oliver Martini
- Kosuke Matsuura
- Cristiano da Matta
- Jamies Matthews
- Ricardo Maurício
- Mark Mayall
- Gaston Mazzacane
- Davide Mazzoleni
- Giorgio Mecattaf
- Maurizio Mediani
- Arnd Meier
- Alfredo Melandri
- Nigel Melker
- Christian Menzel
- Roberto Merhi
- Alan van der Merwe
- Ananda Mikola
- Nicolas Minassian
- Johnny Mislijevic
- Kurt Mollekens - Winnaar 1996
- Franck Montagny
- Tiago Monteiro
- Paolo Montin
- Juan Pablo Montoya
- Mario Moraes
- Guillaume Moreau
- Julio Moreno
- Edoardo Mortara
- Riccardo Moscatelli
- Stefan Mücke
- Dominick Muermans
- Alexander Müller
- Dirk Müller
- Jörg Müller
- Sven Müller
- Carlos Muñoz
- Atte Mustonen
- Thomas Mutsch

## N
- Daisuke Nakajima
- Kazuki Nakajima
- Oswaldo Negri jr.
- Hannes Neuhauser
- Elran Nijenhuis
- Nikolaos Nikolouzos
- Max Nilsson
- Roy Nissany
- Paolo Maria Nocera
- Hideki Noda
- Alejandro Núñez

## O
- Martin O'Connell
- João Paulo de Oliveira
- Yves Olivier
- Dennis Olsen
- Ronayne O'Mahony
- Hoover Orsi
- Kazuya Oshima
- Stanislas d'Oultremont

## P
- Gianantonio Pacchioni
- Gianluca Paglicci
- Niko Palhares
- Álvaro Parente
- Michael Patrizi
- Marco du Pau
- Andrej Pavicevic
- Miloš Pavlović
- Alberto Pedemonte
- Franck Perera
- Christian Pescatori
- Philipp Peter
- Richard Philippe
- Sébastien Philippe
- Giacomo Piccini
- Clivio Piccione
- Nelson Piquet jr.
- Pedro Piquet
- Edoardo Piscopo
- Antônio Pizzonia
- Jim Pla
- Olivier Pla
- Martin Plowman
- Markus Pommer
- Armin Pörnbacher
- Benjamin Poron
- Alexandre Prémat - Winnaar 2004
- Andy Priaulx

## R
- Vincent Radermecker
- Mahaveer Raghunathan
- Rizal Ramli
- César Ramos
- Thomas Randle
- Luca Rangoni
- Gareth Rees - Winnaar 1994
- Gianmaria Regazzoni
- Paul di Resta - Winnaar 2006
- André Ribeiro
- Daniel Ricciardo
- Luca Riccitelli
- Andrea Roda
- Riccardo Ronchi
- Daniel la Rosa
- Pedro de la Rosa
- Nico Rosberg
- Felix Rosenqvist - Winnaar 2011, 2013
- Jake Rosenzweig
- Danilo Rossi
- James Rossiter
- Claes Rothstein
- Paolo Ruberti
- André Rudersdorf
- James Ruffier
- George Russell
- Tommy Rustad

## S
- Luís Sá Silva
- David Saelens - Winnaar 1998
- Carlos Sainz jr.
- Filip Salaquarda
- Éric Salignon
- Gualter Salles
- Tim Sandtler
- Diogo Castro Santos
- Stéphane Sarrazin
- Kimiya Sato
- Takuma Sato - Winnaar 2001
- Toby Scheckter
- Tomas Scheckter
- Timo Scheider
- Harald Schlegelmilch
- Tony Schmidt
- Steijn Schothorst
- Yannick Schroeder
- Ralf Schumacher
- Dominik Schwager
- Alberto Scilla
- Harrison Scott
- Bruno Senna
- Yuhi Sekiguchi
- Félix Serrallés
- Oriol Servià
- Basil Shaaban
- Norman Simon
- Fabrizio de Simone
- Allan Simonsen
- Alexander Sims
- Brian Smith
- Guy Smith
- Stian Sørlie
- Vincenzo Sospiri
- Jérémie de Souza
- Jamie Spence
- Bruno Spengler
- Michele Spoldi
- Clemens Stadler
- Henry Stanton
- Nicolas Stelandre
- Mercedes Stermitz
- Yarin Stern
- Roberto Streit
- Nikolaos Stremmenos
- Johan Stureson
- Jonathan Summerton
- Peter Sundberg
- Adrian Sutil
- Rupert Svendsen-Cook
- Jules Szymkowiak

## T
- Adrien Tambay
- Nick Tandy
- Mark Taylor
- Ricardo Teixeira
- David Terrien
- Andrew Thompson
- Oliver Tichy
- Marcel Tiemann
- Harry Tincknell
- Christophe Tinseau
- Enrico Toccacelo
- Benoît Tréluyer
- Jarno Trulli
- Koudai Tsukakoshi
- Esteban Tuero
- Ho-Pin Tung
- Ryan Tveter

## U
- Davide Uboldi
- Geoff Uhrhane

## V
- Ameya Vaidyanathan
- Alberto Valerio
- Laurens Vanthoor
- Gabriele Varano
- Alex Veenman
- Tim Verbergt
- Nico Verdonck
- Jean-Éric Vergne
- Jean Karl Vernay
- Jos Verstappen - Winnaar 1993
- Max Verstappen - Winnaar 2014
- Sebastian Vettel
- Christian Vietoris
- Ernesto Viso
- Alessandro Vitacolonna

## W
- Henkie Waldschmidt
- James Walker
- Danny Watts
- Mark Webber
- Josh Webster
- Pascal Wehrlein
- Marco Werner
- Steffen Widmann
- Jarosław Wierczuk
- Markus Winkelhock
- Thomas Winkelhock
- Björn Wirdheim
- Marco Wittmann
- Frank ten Wolde
- Alexander Wurz

## X
- Roberto Xavier

## Y
- Katsumi Yamamoto
- Sakon Yamamoto
- Kazuto Yanagawa
- Takashi Yokoyama

## Z
- Filippo Zadotti
- Daniel Zampieri
- Renger van der Zande
- Christopher Zanella
- Mathieu Zangarelli
- Sandro Zeller
- Zhou Guanyu
- Nikita Zlobin
- Andreas Zuber
- Charles Zwolsman jr.
- Ross Zwolsman

1991 · 1992 · 1993 · 1994 · 1995 · 1996 · 1997 · 1998 · 1999 · 2000 · 2001 · 2002 · 2003 · 2004 · 2005 · 2006 · 2007 · 2008 · 2009 · 2010 · 2011 · 2012 · 2013 · 2014 · 2015 · 2016
Lijst van coureurs